# 평동역

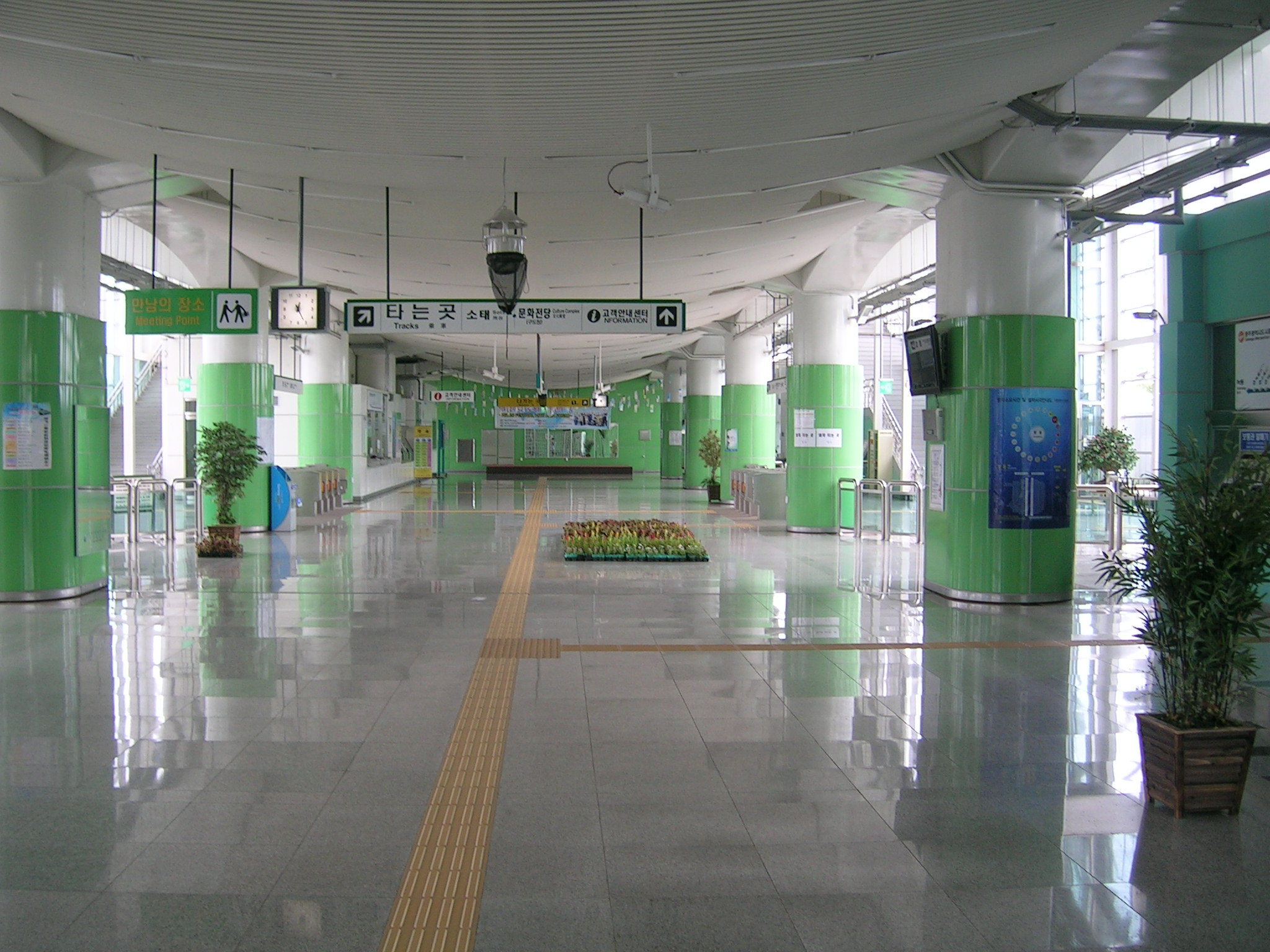
대합실

평동역(Pyeongdong station, 平洞驛)은 대한민국 광주광역시 광산구 평동에 있는 광주 도시철도 1호선의 전철역이자 종착역이다.

## 역사
- 2000년 4월 6일(목요일) : 광주 도시철도 1호선 상무역~평동역 구간 착공
- 2008년 4월 11일(금요일) : 광주 도시철도 1호선 상무역~평동역 구간 연장 개통과 함께 종착역으로 영업 개시

## 개요
한국철도공사 광주송정역과 반입선이 연결되나 차단 장치로 막혀 있다.

## 역 구조
개찰구가 승강장별로 분리되어 있어 개찰을 하지 않고서는 반대편으로 건너갈 수 없는 구조다. 출입구는 3개다.

### 승강장
2면 2선의 상대식 승강장을 갖춘 고가역이며, 반밀폐형 스크린도어가 설치되어 있다.
| 도산 ↑    |
| \| 상     |
| 시·종착역 |

| 상행 | ● 광주 도시철도 1호선 | 옥동기지 출고 열차 광주송정·상무·남광주·소태·녹동 방면 |
| 하행 | ● 광주 도시철도 1호선 | 옥동기지 입고 열차 당역 종착                           |

## 승차량 변동
| 역 노선 | 승차 인원 | 승차 인원 | 승차 인원 | 승차 인원 | 승차 인원 | 승차 인원 | 승차 인원 | 승차 인원 | 승차 인원 | 승차 인원 |
| 역 노선 | 2008년    | 2009년    | 2010년    | 2011년    | 2012년    | 2013년    | 2014년    | 2015년    | 2016년    | 2017년    |
| ------- | --------- | --------- | --------- | --------- | --------- | --------- | --------- | --------- | --------- | --------- |
| 1호선   | 655       | 1025      | 1300      | 1460      | 1671      | 1796      | 1887      | 1835      | 1868      | 1927      |

## 역 주변
- 광주교통공사 옥동차량사업소
- 평동산단
- 전남축산기술연구소 방면
- 원두교 방면
- 중소기업은행 평동공단지점
- 광주은행 평동공단지점
- 본스틸 주식회사
- 평동행정복지센터

## 인접한 역
->  방향으로 가면 광주교통공사의 옥동차량기지가 있다.                             
| 광주 도시철도 1호선 | 광주 도시철도 1호선   | 광주 도시철도 1호선 |
| ------------------- | --------------------- | ------------------- |
| 118 도산 녹동 방면  | ● 광주 도시철도 1호선 | 시·종착역           |